# Oslavany

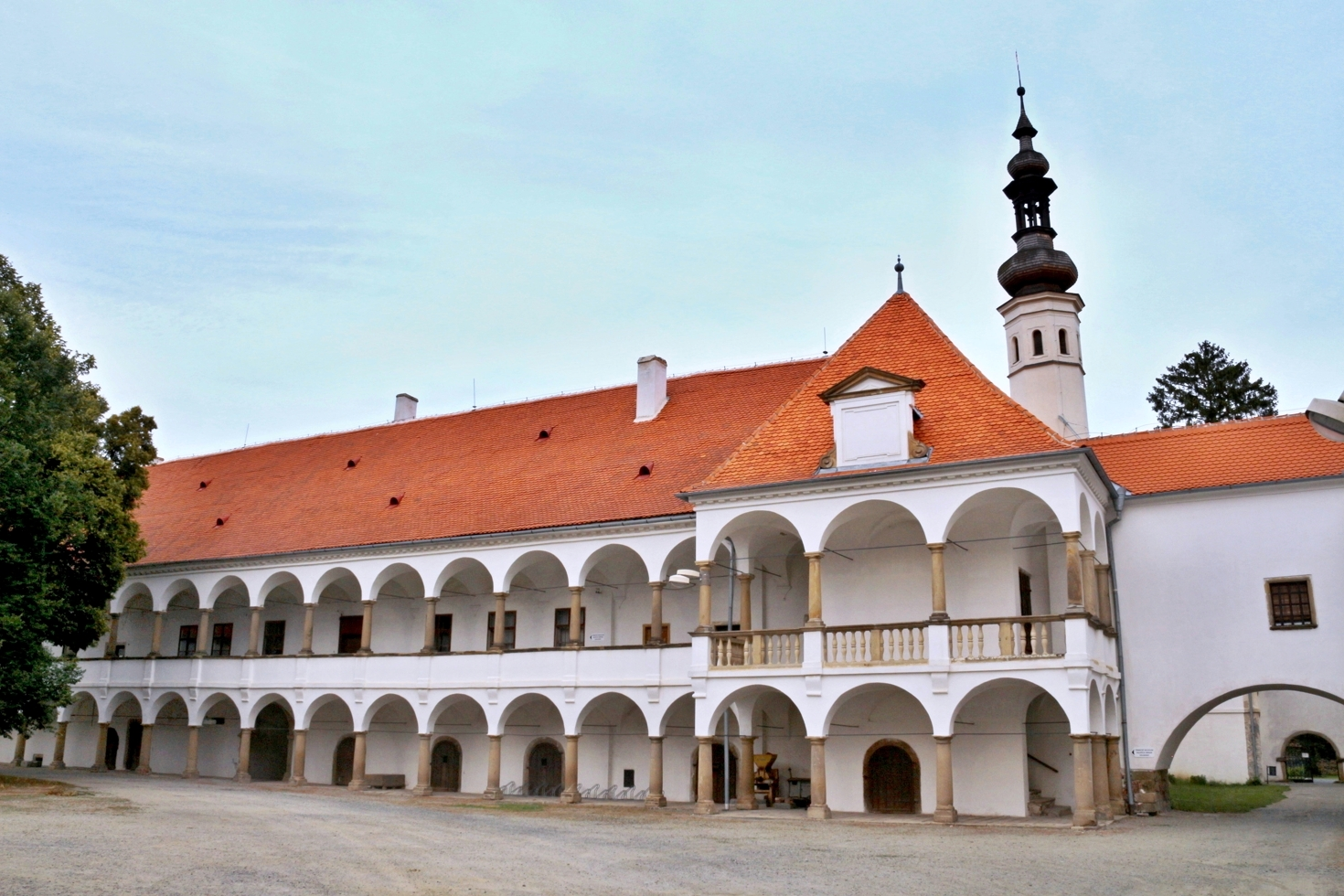
Schloss Oslavany

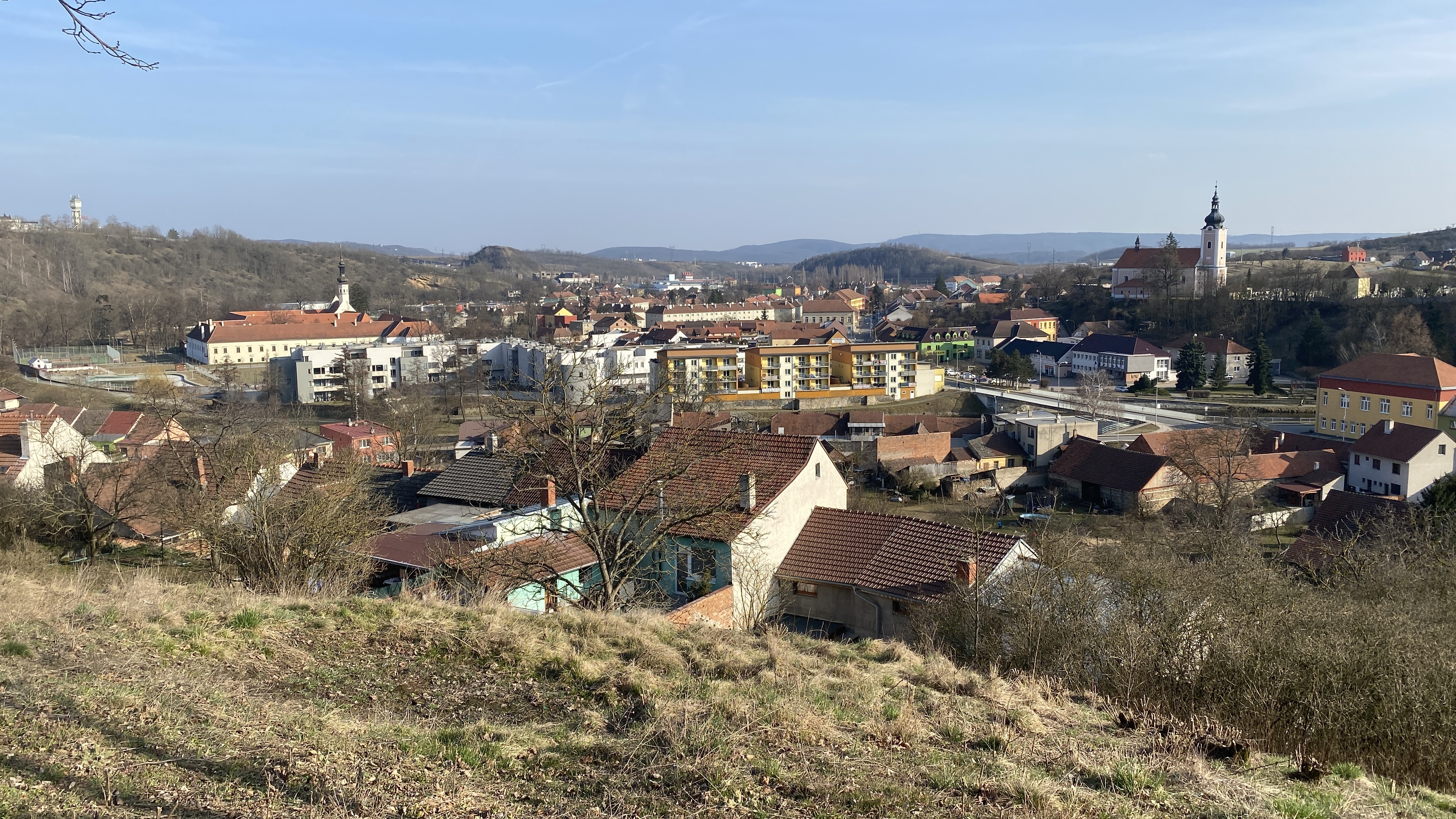
Blick auf Oslavany

Oslavany (deutsch Oslawan) ist eine Stadt im Jihomoravský kraj (Südmährische Region) im Okres Brno-venkov (Bezirk Brünn-Land) in Tschechien.

## Lage
Oslavany liegt etwa 20 km südwestlich von Brünn am Fluss Oslava, der den Ort von Westen, Norden und Osten her umschließt und von zwei Brücken überquert wird. Über der Gemeinde erhebt sich der Berg Kukla mit der Förderanlage der gleichnamigen Kohlegrube. Zu Oslavany gehört das etwas nordöstlich des Ortes gelegene Padochov, eine alte Bergbaugemeinde. Eine in Oslavany beginnende Bahnlinie verbindet Oslavany mit Ivančice und Brünn. Der Bahnhof von Oslavany und das Industriegebiet des Ortes liegen im Südosten, jenseits des Flusses. Oslavany verfügt auch über einen Busbahnhof.

## Geschichte
Die Gegend von Oslavany ist seit der Steinzeit besiedelt. Erstmals erwähnt wurde das Dorf 1104. Seit 1197 gehörte es dem Kloster Trebitsch und fiel 1225 im Tausch an Heilwida von Znaim, die in Oslavany das Zisterzienserinnenkloster „Vallis S. Mariae“ (Marienthal) stiftete. Es war das erste Frauenkloster auf mährischem Boden, für das der päpstliche Legat Konrad im selben Jahr eine Urkunde ausstellte, in der die Klostergüter und -rechte bestätigt wurden. Es wurde 1228 im Beisein des böhmischen Königs Ottokar I. Přemysl, der das Kloster mit zahlreichen Privilegien ausstattete, vom Olmützer Bischof Robert eingeweiht.
In den Hussitenkriegen wurde das Kloster 1443 verwüstet. Nach einem Brand von 1525 wurde es aufgegeben, und die Nonnen zogen in das Zisterzienserinnenkloster nach Alt Brünn. Eine Recherche von Joachim Herrmann und Wolfram Christ in Vorbereitung der MDR-Dokumentation „Kloster Helfta – Tod und Auferstehung“ (2000) belegt anhand von Archivurkunden im Bischöflichen Ordinariat von Leitmeritz (Litomerice), dass auf Betreiben von Karl V. von 1529 bis 1533 der Versuch unternommen wurde, mit aus Helfta (Lutherstadt Eisleben) vertriebenen Zisterzienserinnen eine Neubesiedlung zu erreichen. Das Unternehmen scheiterte vermutlich am Widerstand der heimischen Bevölkerung. Oslavany fiel an König Ferdinand I., der es nachfolgend mehrfach als Pfandschaft vergab. Ab 1577 war Oslavany im Besitz des Christoph von Althann. Dessen Nachfolger Adolf von Althann ließ die Klosteranlage zu einem Renaissance-Schloss mit zwei Arkadenflügeln umbauen. Der nächste Besitzer Wolf Dietrich von Althann stand im böhmischen Ständeaufstand auf Seiten der Aufständischen, weshalb er vom Kaiser Ferdinand II. enteignet wurde. Die Besitzungen gingen an Wolf Dietrichs katholischen Bruder Michael Adam von Althann.
Durch Heirat mit Maria Elisabeth, einer Tochter des Michael Ferdinand von Althann, kam die Herrschaft 1654 an Franz Ernst von Mollart. Am 27. Oktober 1712 verkaufte sein Sohn Peter Ernst von Mollart die Herrschaft Oslawan mit dem Schloss und dem Markt Oslawan, den Dörfern Neudorf, Řžežnowicz, Ledkowicz, Niemczicz, Padochau und Weschau sowie Meierhöfen, Schäfereien und dem Halsgericht für 130.000 Rheinische Gulden an das Alt Brünner Zisterzienserinnenstift Maria Saal. Nach dessen Auflösung im Zuge der Josephinischen Reformen 1782 fiel Oslavany wiederum an die königliche Kammer, die es 1789 als Erbgut an Johannes Nepomuk Freiherr von Scharff vergab.
Im Jahre 1964 wurde Oslavany zur Stadt erhoben.

## Wirtschaftliche Entwicklung
Seit dem 13. Jahrhundert existierte in der Gegend um Oslavany ein königlich privilegierter Kupferabbau. 1760 entdeckte der Oslavaner Herrschaftsverwalter Riedl in der Umgebung von Oslawan Steinkohlevorkommen und wurde dafür von Maria Theresia, in ihrer Eigenschaft als Königin von Böhmen, mit einer Goldmedaille ausgezeichnet. In der bis dahin landwirtschaftlich geprägten Gemeinde hielt damit die Industrialisierung Einzug, wobei neben der Kupfer- und Kohleförderung Fayencemanufakturen eine wichtige Rolle spielten, in denen weiße Keramikware mit blauem Dekor produziert wurde. Verdienste um die wirtschaftliche Entwicklung von Oslawan erwarb sich Johann Baptist Müller, der um 1800 Besitzer der örtlichen Kohlegruben war. 1860 kamen bei einer Schlagwetterexplosion in der Grube Franziska-Schacht 53 Bergleute ums Leben, 1921 bei einem  Unglück in der Grube Kukla weitere 26. 1913 wurde das Wärmekraftwerk von Oslavany in Betrieb genommen, das mit der Kohle der Region beheizt wurde. Der Bergbau wurde 1992 eingestellt. Das Kraftwerk wurde 1993 stillgelegt.

## Gemeindegliederung
Die Stadt Oslavany besteht aus den Ortsteilen Oslavany (Oslawan) und Padochov (Padochau), die zugleich auch Katastralbezirke bilden. Grundsiedlungseinheiten sind Havírna (Werkhof), Hybešova, Oslavany-střed, Padochov, Průmyslový obvod, Stará hora und Zaraženský dvůr.

## Sehenswürdigkeiten
- Das Schloss Oslavany besitzt, vor allem mit der Schlosskapelle, Bausubstanz aus der mittelalterlichen Klosteranlage, ist aber durch den Umbau im 16. Jahrhundert vom Stil der Renaissance geprägt. Seit 1885 war das Schloss im Besitz der Familie von Gomperz. Zeitweilig lebte und arbeitete dort als Gast der Familie der Dichter Ferdinand von Saar. 1939 wurde es von den Deutschen konfisziert und zu einer Kaserne umgewandelt. 1945 wurde die Familie Gomperz enteignet, das Schloss fiel an den tschechoslowakischen Staat. Es wurde in der Folge überwiegend als Warenlager genutzt. 1993 ging das Schloss in Kommunalbesitz über; Restaurierungsmaßnahmen sind im Gange. Den Innenhof der zweigeschossigen Anlage zieren Arkaden. Die Schlosskapelle wird für Konzerte genutzt, das Schloss selbst ist nur an wenigen Tagen für die Öffentlichkeit zugänglich.
- Die Pfarrkirche St. Nikolaus (Kostel Sv. Mikulaše) wurde 1320 erstmals erwähnt und später im Renaissance- und danach im Barockstil umgebaut. Sie enthält eine gotische Statue der Hl. Maria mit Kind sowie eine goldene Marienstatue aus dem Jahre 1707.
- Ecce-homo-Statue von 1705 vor der Pfarrkirche.
- Statuen Der Heiligen Johannes Sarkander von 1746 und Johann von Nepomuk von 1717 an der Brücke vor dem Rathaus.
- Statuen der Schmerzensmutter und Jesus mit der Dornenkrone auf dem Friedhof.
- Denkmäler für die beiden Grubenunglücke, ebenfalls auf dem Friedhof
- Nepomuk-Statue in Padochov.
- Erbstollen (Dědičná štola) in Zaklášteří

## Persönlichkeiten
- Johann Baptist Müller (Unternehmer) (1752–1806), Bergbauunternehmer